# デクインシー (ルイジアナ州)
デクインシー (DeQuincy、デ・クインシー) は、アメリカ合衆国ルイジアナ州カルカシュー郡北端の町。2010年国勢調査での人口は3,235人。レイクチャールズ都市圏に属する。

## 地理
カルカシュー郡の北端、北緯30度27分3秒 西経93度26分8秒 / 北緯30.45083度 西経93.43556度 (30.450915, -93.435613)に位置する。ルイジアナ州道12号線 (Louisiana Highway 12) と27号線 (Louisiana Highway 27) が町の中心部を走っており、近隣都市までの距離は12号線でキンダーまで東に 36マイル (58 km)、テキサス州デューイービルまで南西に22マイル (35 km) 、27号線ではデリッダーまで北に31マイル (50 km)、レイクチャールズの西9マイル (14 km) にあるサルファーまで17マイル (27 km)である。
アメリカ合衆国国勢調査局の調査によると、町の総面積は3.2平方マイル (8.2 km2)で、すべて陸地である。

## 人口
2000年国勢調査では、デクインシーの総人口は3,398人で、世帯数1,332世帯、家族数は916家族である。人口密度は1平方マイルあたり1,066人 (411.3人/km²)、総住宅数は1500軒で、平均戸数密度は1平方マイルあたり470.6戸 (181.6戸/km²)である。人種構成は白人79.25%、アフリカン・アメリカン19.07%、ネイティブ・アメリカン0.53%、アジア系0.13%、その他0.18%となっており、ふたつ以上の人種カテゴリーに属する人は0.79%。ヒスパニックまたはラテン系は全体の0.82%である。
1,332世帯のうち、18歳未満の子どもが同居する世帯は全体の33.8%、夫婦が同居する世帯は51.1%、未婚女性が世帯主の世帯は14.6%で未婚者が世帯主の世帯は31.2%である。単独世帯（一人暮らし）は全体の28.8%で65歳以上の独身者がいる世帯は15.1%である。1世帯あたりの平均人数は2.50人で、1家族あたりでは平均人数3.06人である。
年齢構成にはばらつきがあり、18歳未満は27.1%、18歳から24歳は9.4%、25歳から44歳ばでは26.8%、45歳から64歳までは20.8%で65歳以上は15.9%　平均年齢は36歳で女性100人に対する男性の割合は86.9人、18歳以上であれば女性100人に対し男性80.7人の割合となっている。
町の1世帯あたり平均年収は26,802ドルで、1家族あたりでは34,712ドルである。男性の平均年収が35,893ドルなのに対し女性の平均年収は17,778ドルで、一人当たりの年収  (per capita income)  は13,847ドルである。女性の14.2%、総人口の19.1%が貧困線以下で、その内24.7%は18歳未満であり、15.2%は65歳以上である。

## 経済
デクインシーはもともと鉄道会社で働く人々が住むためにつくられた町であり、今でもカンザス・シティ・サザン鉄道やユニオン・パシフィック鉄道は住民の主要な勤め先である。
林業もながらく地域経済にとって不可欠なものであった。デクインシーにはテンプル・インランド (Temple-Inland) 社の南西ルイジアナ製材部本部がおかれている。
デクインシー・インダストリアル・エアパーク空港周辺には、Thermoplastic Services、Recycle Inc.、United Oilfield Services、Paragon Plastic Sheet各社の施設もある。カルゴンカーボン (Calgon Carbon) 社は、空港周辺に活性炭製造工場を建設する計画であったが、環境問題があり計画は遅れている。

## 公共施設
1964年1月29日、グランドアベニュー高（当時）がルイジアナ州キャメロンのオードリー・メモリアル高との試合で211対29で勝利したが、これは男子高校バスケットボール試合史上最高スコアであった。
アメリカ合衆国郵便公社が運営するデクインシー郵便局がある。
デクインシーの北 3マイル (5 km)、ボーリガード郡の非法人地域（未編入地域）には、かつてルイジアナ州公安矯正局  (Louisiana Department of Public Safety & Corrections)  が管轄する刑務所「C・ポール・フェルプス矯正センター  (C. Paul Phelps Correctional Center)  」があったが、2012年11月に閉鎖された。

## 教育
カルカシュー郡公立学校  (Calcasieu Parish Public Schools)  が以下の公立校を運営している。
- デクインシー・ハイスクール  (DeQuincy High School)
- デクインシー・ミドルスクール (DeQuincy Middle School)
- デクインシー・エレメンタリースクール (DeQuincy Elementary School)
- デクインシー・プライマリースクール (DeQuincy Primary School)

## ネットデマの標的
デクインシーはたびたび風刺ライターポール・ホーナーが発する偽ニュースの標的となり、そうしたデマはネット上で広く拡散した。デマの内容は「町が韓国系の人を出入り禁止にした」「学童に拳銃を支給した」、「重婚を許可した」、「トゥワークを禁止した」、「危険ドラッグ「バスソルト (Bath salts (drug)) 」でゾンビになった人々によって町は壊滅した」などといったものであった。
デクインシーの町長ローレンス・ヘナガン（民主党）も、ネットデマの標的となった。これは、火災現場で祈りをささげた消防団団長を町長が30日間投獄した後で解雇したという内容のデマ記事で、記事内で町長は「ロワナ・ジョーンズ、アフリカ系アメリカ人、無神論者」、消防団長は「ロニー・エドワード、39歳」となっていた。デクインシーのバプテスト教会で役職者 (the chairman of the deacon board) でもあるヘナガン町長は、消火活動中に祈りを捧げることに問題はない、団長の祈りに自分も加わりたいとコメントした。また自分がなぜフェイクニュースのターゲットになったのか分からないとしながらも、記事に書かれた人名が本当の名前ではなくいずれも偽名であることから法的措置はとらないと発言している。